# Emanuel Schegloff
Emanuel Abraham Schegloff (* 24. Juli 1937; † 23. Mai 2024) war ein US-amerikanischer Soziologe. Zusammen mit Harvey Sacks und Gail Jefferson gilt er als Begründer der Forschungsrichtung der Konversationsanalyse.

## Leben
Schegloff studierte zwischen 1953 und 1957 am Hebrew Teacher’s College. Nach seinem Abschluss in Bachelor of Journalism (B.J.) wechselte er ans Harvard College, wo er  von 1954 bis 1958 studierte und seinen Bachelor of Arts 1958 abschloss. 1960 machte er seinen Master-Abschluss an der University of California in Los Angeles (UCLA), wo er seit 1958 studiert hatte.
Nach seinem Abschluss arbeitete er von 1960 bis 1962 als Associate in Social Science an der Universität in Berkley und danach als Post-graduate Research Sociologist im Center for the Study of Law and Society am selben Ort. Es folgten weitere Stationen als Nachwuchsforschender am California State College in Los Angeles (1963–64), an der Columbia University in New York City (1965–72), der Rockefeller University (1971–72), bevor er schließlich 1972 als Assistant Professor of Sociology an die University of California in Los Angeles (UCLA) berufen wurde, wo er seither arbeitet. Bereits 1967 erhielt er seinen Ph.D. an der UCLA.
Nach einem Forschungsaufenthalt am Linguistic Institute der University of Michigan 1973 übernahm er 1974 die Funktion als Associate Professor of Sociology an der UCLA, die er bis 1979 innehatte. In diese Zeit fällt ein zweijähriger Aufenthalt als Associate Professor of Social Science an der University of California in Irvine (1976–1977).
Seit 1979 war Schegloff ordentlicher Professor für Soziologie an der UCLA und hielt zwischen 1980 und 1982 den Chair des Department of Sociology. 1991 lehrte er zwischenzeitlich als Visiting Professor an der Universität Paris VIII.

## Leistungen
Schegloff gilt zusammen mit Harvey Sacks und Gail Jefferson als Mitbegründer der Forschungsrichtung der ethnomethodologischen Konversationsanalyse (Conversation Analysis). In einigen grundlegenden wissenschaftlichen Artikeln Ende der 1960er und zu Beginn der 1970er Jahre formulierte er zusammen mit seinen Kollegen basale Prinzipien alltäglicher Konversationen, die in ihrem Grundprinzip noch heute gelten.
Später war Schegloff wesentlich daran beteiligt, dass in der Analyse von Gesprächen auch der interaktionale Kontext berücksichtigt wurde. Er bezeichnete den Gegenstand der Konversationsanalyse entsprechend als talk-in-interaction.

## Werke (Auswahl)
- Emanuel A. Schegloff: Sequencing in Conversational Openings. In: American Anthropologist 70, Nr. 6, 1968, S. 1075–1095.
- Emanuel A. Schegloff, Harvey Sacks: Opening Up Closings. In: Semiotica VIII, Nr. 4, 1973, p. 289–327.
- Harvey Sacks, Emanuel A. Schegloff, Gail Jefferson: A Simplest Systematics for the Organization of Turn-Taking for Conversation. In: Language 50, Nr. 4, 1974, S. 696–735.
- Emanuel A. Schegloff, Gail Jefferson, Harvey Sacks: The Preference for Self-Correction in the Organization of Repair in Conversation. In: Language 53, Nr. 2, 1977, S. 361–382.
- Emanuel A. Schegloff: Discourse as an Interactional Achievement: Some Uses of 'uh huh' and Other Things That Come Between Sentences. In: D. Tannen (Hrsg.): Georgetown University Roundtable on Languages and Linguistics 1981: Analyzing Discourse (Special Issue of  Text and Talk). Georgetown University Press, 1982, S. 7l-93.
- Emanuel A. Schegloff: Repair After Next Turn: The Last Structurally Provided Defense of Intersubjectivity in Conversation. In: American Journal of Sociology 97, Nr. 5, 1992, S. 1295–1345.
- Emanuel A. Schegloff: Body Torque. In: Social Research 65, Nr. 3, 1998, S. 535–596.
- Emanuel A. Schegloff: Sequence Organization in Interaction: A Primer in Conversation Analysis I. Cambridge University Press, Cambridge (UK) 2007, ISBN 978-0-521-82572-6.
- Emanuel A. Schegloff, “A Tutorial on Membership Categorization” In: Journal of Pragmatics 39, 2007, S. 462–482.